# Рю, Эдгар Обер де ла
Эдгар Обер де ла Рю (фр. Edgar Aubert de la Rüe), (7 октября 1901—1970 (по другим данным 1991)) — швейцарский географ, геолог, фотограф и путешественник, известный своими исследованиями островов Сен-Пьер и Микелон, Кергелен и Вануату.

## Биография
Эдгар родился 7 октября 1901 в Женеве. Он был первенцем в семье Ипполита Обера де ла Рю и его жены Элизабет Пастер. Впоследствии у него появился младший брат Винсент, который прожил лишь год, и сестры Каролина и Хелена.
В 1925-м он женился на Андре Сакре, в том же году родился их единственный сын Рене (1925—1933).
После второго путешествия на архипелаг Кергелен Обер де ла Рю защитил в 1932 кандидатскую диссертацию в Институте прикладной геологии Нанси.

## Путешествия

### Кергелен
Обер де ла Рю впервые отправился на Кергелен как уполномоченный братьями Босье, которые имели концессию на архипелаге с 31 июля 1893 года, на розыск месторождений полезных ископаемых. Вместе с женой он высадился в порту Кувре в ноябре 1928. Ими было проведено первое всестороннее исследование геологии острова.
- 12 ноября 1928—25 февраля 1929

Второй раз их доставило на Кергелен поставляемое судно «Остров Сен-Поль», которое завозило партию рабочих для консервной фабрики на Сен-Поль. В местной бухте уже находились корабли "«l'Austral»" и "«l'Antarès»". Супруги должны проводить научные исследования. В марте среди рабочих завода началась эпидемия, вызванная авитаминозом. Работы в регионе были досрочно свернуты и "«l'Austral»", забрав всех, кто был на Кергелене, отправился на помощь. На Сен-Поле бортовой врач оказал пострадавшим необходимую помощь и принял решение о закрытии завода.
Также были совершены путешествия в следующие периоды:
- 25 января—27 марта 1931

Еще два путешествия ученый совершил два десятилетия спустя:
- 11 декабря 1949—16 января 1950
- 12 декабря 1951—6 января 1953